# Ernst Jenő (biokémikus)
Ernst Jenő (Baja, 1895. április 16. – Pécs, 1981. február 27.) kétszeres Kossuth-díjas magyar biofizikus, biokémikus, sugárbiológus, egyetemi tanár, a Magyar Tudományos Akadémia rendes tagja. A 20. századi magyarországi biofizikai kutatások iskolateremtő alakja, tudományszervező egyénisége volt. Legjelentősebb kutatásai az izomszövetben lezajló biofizikai–biokémiai folyamatok vizsgálatára irányultak. Egyebek mellett nevéhez fűződik az izomműködés során fellépő izom-térfogatcsökkenés jelenségének (Ernst-effektus) felismerése és összefüggésbe hozása az izomrostokban zajló bioelektromos folyamatokkal, valamint az izomfehérjék átrendeződésével (izomkristályosodási elmélet). Az izomszövetek energiaforgalmához kapcsolódóan kidolgozta az ingerületek félvezető-elméletét, s leírta az anyagforgalomban fontos szerepet játszó termoozmózis és termofúzió jelenségeit. 1947-ben vezetésével kezdte meg működését az első magyarországi biofizikai tanszék a pécsi tudományegyetem orvosi karán, amelynek 1971-ig első tanszékvezetője volt.

## Életútja
Szegénysorú kereskedőcsalád nyolcadik gyermekeként született. Szülei Ernst Lajos és Kaufer Paula voltak. Alap- és középiskoláit szülővárosában járta ki. 1913-ban kezdte meg felsőfokú tanulmányait a Budapesti Tudományegyetemen. Az első világháború kirobbanása után önkéntesnek jelentkezett, s a keleti fronton harcolt. 1915-ben orosz hadifogságba esett, s csak 1920-ban térhetett haza Magyarországra. Ekkor folytatta egyetemi tanulmányait a Budapestre menekített Erzsébet Tudományegyetemen, amelyet 1923-as átköltöztetésekor követett Pécsre is. Itt szerezte meg orvosi oklevelét 1924-ben. Már 1923-ban gyakornokként dolgozott az egyetem gyógyszertani intézetében, ahol 1926-tól 1928-ig díjtalan tanársegédként végezte az oktató- és kutatómunkát Mansfeld Géza irányítása mellett. 1928-ban magántanárrá habilitált A szervi működések fizikai elemei című tárgykörből. Magántanári katedrája mellett 1928-tól az egyetem orvosi fizikai, 1932-től orvosi vegytani intézetében is tevékenykedett tanársegédként. 1929 és 1932, majd 1933 és 1935 között belföldi kutatási ösztöndíjas volt. 1935-től címzetes nyilvános rendkívüli egyetemi tanári címmel tartotta biofizikai előadásait, de oktatói pályafutását az 1939. évi második zsidótörvény életbe lépése megakasztotta. Zsidó származásúként állásából elbocsátották, s 1939-től 1943-ig Szent-Györgyi Albert meghívására az akkor már Nobel-díjas professzor szegedi biokémiai laboratóriumában dolgozott.
1944-ben a pécsi gettóba szorult, s csakhamar Mohácsra hurcolták munkaszolgálatra. 1944 októberében, a nyilas hatalomátvétel idején megszökött a munkaszolgálatból, így élhette túl a vészterhes időket. A második világháború lezárultával, 1945-ben mint megbízott előadó folytatta oktatói pályáját a pécsi Erzsébet Tudományegyetemen. 1947-ben saját tanszéket kapott, az orvosi fizika (később biofizika) nyilvános rendes tanárává nevezték ki. Az 1951-ben önállósodott Pécsi Orvostudományi Egyetem szervezeti keretein belül 1971-ig végezte a tanszékvezetői munkát, egyidejűleg az egyetemi biofizikai intézet igazgatói feladatait is ellátta. Nyugdíjazását követően 1971-től 1980-ig szerződéses egyetemi tanárként folytatta az oktatói munkát.
Tudományos pályája mellett közéleti szerepet is vállalt. 1945-ben belépett a kommunista pártba, tagságát az utódszervezetekben is megtartotta élete végéig. Tagja volt az állampárt pécsi végrehajtó bizottságának, 1949-től a Pécsi Városi és a Baranya Megyei Tanácsnak, sokáig vezette a Pécsi Értelmiségi Aktívát.

## Munkássága
Fő kutatási területe a biofizika, az élő szervezetben végbemenő élettani folyamatok fizikai törvényszerűségeinek vizsgálata volt. E téren végzett vizsgálataival nemzetközi hírnevet vívott ki magának, s nem utolsósorban – a többek között Jendrassik Jenő és Klug Nándor nevével fémjelzett korai kísérletes kutatások korszaka után – a korszerű magyarországi biofizikai kutatások iskolateremtő egyéniségét is benne tiszteli az utókor. 
Már pályája elején, pécsi és szegedi évei alatt (1926–1943) izom-biokémiai kutatásokat végzett, s ez meghatározta későbbi tudományos érdeklődésének fő irányát is. Az 1920-as években behatóan tanulmányozta az izommozgás és az izomzat mikroszkópos szöveti szerkezete közötti összefüggéseket, az izomműködés közben fellépő térfogatcsökkenés jelenségét. Megállapította, hogy az izom összehúzódásával 5•10-5 nagyságrendű térfogatcsökkenés mérhető. Az így felismert ún. Ernst-effektust a Nobel-díjas Otto Fritz Meyerhof tejsavanyagcsere-teóriája igazolására kívánta felhasználni, és a két tudós éveken keresztül élénk tudományos vitát folytatott a Pflügers Archiv című élettani szakfolyóirat lapjain az izomkontrakció hátterében álló biofizikai mechanizmusok kérdéskörében. A vita Ernst „győzelmével” végződött, aki az izomszövetek energiaforgalmára irányuló kutatásai kapcsán 1933-ban bebizonyította, hogy a térfogatcsökkenés jelensége az izomszövetben lezajló bioelektromos folyamatokkal, az izomrostokban terjedő ingerületekkel és akciós árammal áll összefüggésben. Felismerte, hogy ezen folyamatok nyomán az izomfehérjék molekulái a kristályszerkezetek kialakulásához hasonlatos módon rendeződnek át (izomkristályosodási elmélet). Elsőként írta le az izomszövetek ingerületvezetése kapcsán az izomrostok membránján végbemenő ioncsere folyamatát, a Na+–K+-cserét, a kémiailag kötött víz és kálium kinetikáját. E felismeréseiből kiindulva dolgozta ki a bioelektromos ingerületekre félvezető-elméletét, amelynek nyomán a biokibernetika alapvető kérdéseivel is foglalkozott.
Izom-biofizikai és -biokémiai kutatásai mellett tanulmányozta a biológiai transzportjelenségek, anyagáramlási folyamatok fizikai sajátosságait is. Felismerte a hőmérsékleti gradiens, azaz a szervezetben fennálló makroszkopikus hőmérséklet-különbségek szerepét a szervezet energiaforgalmában, leírta annak folyamatát, ahogy ezek a hőmérsékleti gócok hozzájárulnak az anyagáramlást elindító, a szervezet vízforgalmáért felelős termoozmózis és termofúzió jelenségéhez. Behatóan foglalkozott sugárbiológiai kérdésekkel is, vizsgálta a sugárzások hatását az életfolyamatok biokémiai szintű szerveződésére.
Tevékenyen hozzájárult a második világháború utáni biofizikai oktatás és kutatás megszervezéséhez és fejlesztéséhez. Az ország első biofizikai tanszéke az ő vezetésével kezdte meg működését 1947-ben a pécsi orvosi karon. Tanszéke mellett egyetemi biofizikai intézetet hozott létre, ahol felszerelte az ország első biológiai izotóplaboratóriumát, később szervezőmunkájának köszönhetően a Pécsi Orvostudományi Egyetemen megalakult az MTA Biofizikai Tanszéki Kutatócsoportja. Tevékenyen közreműködött a Nemzetközi Elméleti és Alkalmazott Biofizikai Szövetség (IUPAB) és a Magyar Biofizikai Társaság létrehozásában, ez utóbbinak 1961-ben első elnöke is lett.
Könyvei, tankönyvei mellett mintegy kétszáz tudományos közleményt, cikket publikált bel- és külföldön egyaránt (német és angol nyelvű publikációit Eugen Ernst néven jegyezte). 1966-tól Straub F. Brunóval együtt szerkesztette az Acta Biochimica et Biophysica című szakfolyóiratot, 1956-tól 1964-ig tagja volt a Magyar Tudomány szerkesztőbizottságának.

### Szervezeti tagságai és elismerései
1946 júliusában a Magyar Tudományos Akadémia levelező tagjává választották, majd még ugyanazon év decemberében a rendes tagok sorába emelték. 1967-től elnöke volt az MTA biofizikai munkacsoportjának, de 1949-től részt vett az élettani bizottság, 1955-től 1962-ig a biológiai csoport, az 1970-es években pedig a Pécsi Akadémiai Bizottság munkájában is. 1961-től alapító elnökként irányította a Magyar Biofizikai Társaság munkáját, 1969 után a szervezet tiszteleti tagja volt. 1964-től részt vett a Nemzetközi Elméleti és Alkalmazott Biofizikai Szövetség (IUPAB) vezetőségi munkájában.
Tudományos eredményeit már meglehetősen korán elismerték, egy olyan korban, amikor a tudományos díjak és kitüntetések még nem voltak általánosak: 1929-ben az elsők között vehette át a Heim Pál-díjat. Az izomműködés fizikája terén elért tudományos eredményeiért 1948-ban a Kossuth-díj arany, 1956-ban pedig második fokozatát kapta meg. Oktatói munkásságának elismeréseként 1965-ben a Semmelweis-emlékérmet, 1971-ben a pécsi orvosegyetem Pro Universitate Emlékérmének arany fokozatát vehette át. Kiemelkedő tudományos és oktatói munkásságáért, a hazai biofizikai kutatások szervezéséért 1971-ben elnyerte az Akadémiai Aranyérmet. 1980-ban a Pécsi Orvostudományi Egyetem díszdoktorává avatták.
Ezeken túlmenően kitüntetettje volt a Munka Vörös Zászló Érdemrendjének (1953), a Munka Érdemrendnek (1955), a Munka Érdemrend arany fokozatának (1970), a Felszabadulási Jubileumi Emlékéremnek (1970) és a Vörös Zászló Érdemrendnek (1975).

### Főbb művei
- Thermoosmose und Thermodiffusion. Szeged: Városi ny. 1941.
- Bevezetés a biofizikába. Budapest: Magyar Orvosi. 1947.
- Muskeltätigkeit: Versuch einer Biophysik des quergestreiften Muskels. Budapest: Akadémia. 1958.
- Biophysics of the striated muscles. Budapest: Akadémia. 1963.
- Bevezetés a biofizikába. Budapest: Akadémiai. 1967.
- Biofizika. Budapest: Akadémiai. 1974.   (szerzőtársakkal)
- Biology without mysticism: A biophysicist’s reflections. Budapest: Akadémiai. 1976.